# Maria Leipelt
Maria Leipelt Bade (* 13. Dezember 1925 in Hamburg; † 5. September 2008 in Concord, Massachusetts) war eine deutsch-amerikanische Biochemikerin. In ihrer Jugend gehörte sie zum Umfeld der Hamburger Weißen Rose.

## Leben
Maria Leipelt war die Tochter der Chemikerin Katharina Leipelt und des Hüttendirektors Konrad Leipelt (1886–1942). Die Familie lebte seit 1925 in Hamburg. Katharina Leipelt stammte aus einer zum evangelischen Glauben konvertierten jüdischen Familie. In der Zeit der nationalsozialistischen Diktatur galten Maria Leipelt und ihr älterer Bruder Hans Leipelt daher als „Mischlinge 1. Grades“. 

### In Hamburg
Maria Leipelt besuchte zunächst die Volksschule, dann die Elise-Averdieck-Schule, eine private Oberschule für Mädchen, und schließlich eine höhere Handelsschule, die sie als „Mischling“ vorzeitig verlassen musste. Danach besuchte sie zunächst eine private Sprachschule und trat dann eine Stellung als Kontoristin und Stenotypistin an.
Über ihren Bruder Hans Leipelt kam sie während des Krieges in Kontakt mit einem Kreis oppositioneller Studierender, Akademiker und Jugendlicher, der von der Widerstandsforschung als Weiße Rose Hamburg bezeichnet worden ist. Hans Leipelt, der sowohl in Hamburg als auch in München Chemie studierte, brachte 1943 das letzte Flugblatt der Münchener Weißen Rose nach Hamburg. Maria Leipelt fertigte auf der Schreibmaschine Durchschläge an und verteilte sie in ihrem Freundeskreis. Am 9. November 1943 wurde sie zusammen mit anderen Angehörigen ihres Kreises verhaftet. Ihre Mutter, Katharina Leipelt, die wenige Wochen später ebenfalls verhaftet wurde, beging im Polizeigefängnis Fuhlsbüttel Suizid. Ihre Großmutter war bereits im Juli 1942 in das Ghetto Theresienstadt deportiert worden und dort im Januar 1943 gestorben.

### In Haft
Im November 1944 wurde Maria Leipelt aus dem Hamburger Untersuchungsgefängnis in das Frauenzuchthaus Cottbus verlegt. Hier erhielt sie den Abschiedsbrief ihres Bruders Hans vom 29. Januar 1945, dem Tag seiner Hinrichtung. Danach wurde Maria Leipelt zunächst in das Gefängnis Leipzig-Kleinmeusdorf und anschließend in das Zuchthaus St. Georgen in Bayreuth verlegt. Am 23. Februar 1945 erhob der Oberreichsanwalt beim Volksgerichtshof gegen sie und weitere Angehörige ihrer Gruppe (darunter Karl Ludwig Schneider) Anklage wegen „Vorbereitung zum Hochverrat, Feindbegünstigung und Wehrkraftzersetzung sowie Rundfunkverbrechen“. Am 14. April 1945 wurde Maria Leipelt in Bayreuth von der einrückenden US-Armee befreit.

### In den USA
Nach ihrer Freilassung arbeitete Maria Leipelt eine Zeitlang als Übersetzerin, unter anderem für das Counter Intelligence Corps, den Nachrichtendienst der US-Armee. 1946 emigrierte sie in die Vereinigten Staaten, wo sie zunächst einen High-School-Abschluss machte und danach an der University of Nebraska studierte. 1960 wurde sie von der Yale University im Fach Biochemie promoviert. Danach arbeitete sie als Postdoctoral Fellow an der Harvard University und am Massachusetts Institute of Technology (MIT). Von 1967 bis 1993 war sie Professorin am Biology Department des Boston College.
1949 heiratete sie den Physiker William „Bill“ Bade (1928–2005). 1958 wurde ihr Sohn Christopher geboren. 

## Ehrungen

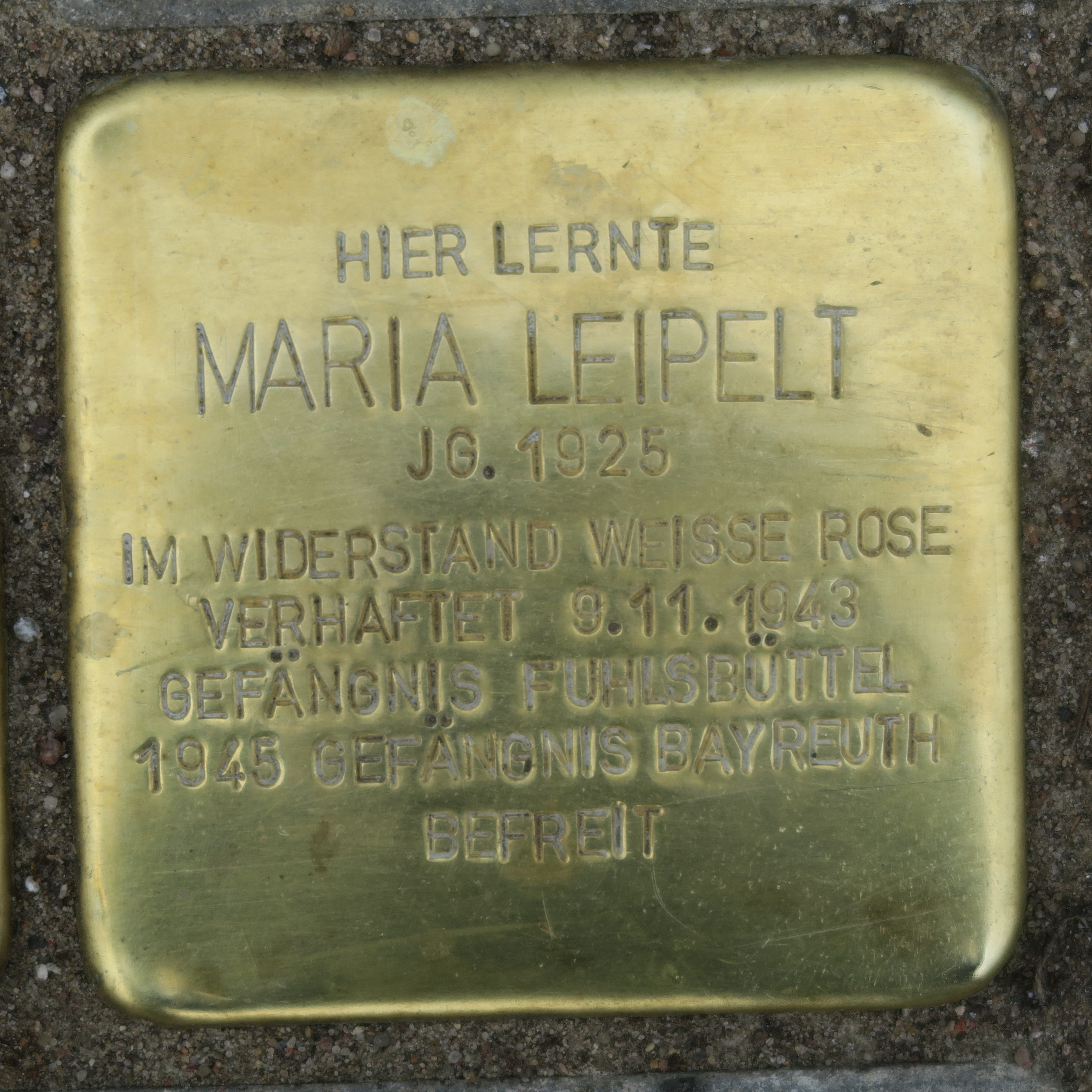
Stolperstein für Maria Leipelt

Anfang 2024 wurde ein Stolperstein für Maria Leipelt vor der Schule Rotenhäuser Straße in Hamburg-Wilhelmsburg verlegt.